# Friedrich Wilhelm Bernhard von Prittwitz
Friedrich Wilhelm Bernhard von Prittwitz (* 10. Dezember 1764 in Berlin; † 2. Oktober 1843 in Casimir, Schlesien) vertrat in den Jahren 1808–1811 die Lebuser Adelsopposition vermittelnd gegenüber den Reformkräften in Preußen unter Karl August von Hardenberg.  Er initiierte und finanzierte den Umbau von Quilitz/Neuhardenberg, wozu er für repräsentative Gebäude Karl Friedrich Schinkel als Architekten gewinnen konnte.

## Leben
Friedrich Wilhelm Bernhard wurde 1764 als ältester Sohn des Königsretters Joachim Bernhard von Prittwitz  in Berlin geboren. Der im Beisein des Königs von Preußen, Friedrich II., getaufte Kronsohn schlug allerdings keine militärische Karriere ein, sondern studierte an der Universität Frankfurt/Oder Jura und Camarilia (Finanzwissenschaft) und begann seine berufliche Laufbahn als Finanzrat im 1. Department der Breslauer Kammerbezirke. Nach dem Tod seines Vaters 1793 und der Übernahme der ererbten Güter zusammen mit seinem Bruder Carl Heinrich kaufte er 1797 den gesamten ererbten Besitz und wurde damit neuer Standesherr in Quilitz (heute Neuhardenberg). Ab 1798 als Geheimer Finanz-Staatsrat im Königlichen Finanzministerium in Berlin angestellt, entfaltete er große Aktivität als planender Bauherr in Quilitz, als Förderer der Grundschulbildung am Ort und als politischer Vermittler zwischen der Lebuser Adelsopposition und Berlin. Unter dem Eindruck finanzieller Engpässe nach einem Dorfbrand 1801 und daraus resultierender Konflikte mit Teilen der Dorfbevölkerung gab er den verliehenen Besitz 1811 wieder an die Krone zurück und zog in die angestammte Heimat Schlesien, wo er bis zu seinem Tod im Jahr 1843 (auf Gut Casimir, Kreis Leobschütz/Schlesien) lebte.

## Tätigkeit als Bauherr
Ab 1798 initiierte und finanzierte von Prittwitz den Umbau des Gutes nebst Vorwerken und besonders nach dem großen Brand vom 9. Juni 1801 auch den des Dorfes Quilitz. Dazu konnte er den – damals noch völlig unbekannten Karl Friedrich Schinkel, Schüler von David und Friedrich Gilly, als inspirierenden Architekten für repräsentative Gebäude gewinnen, etwa die Kirche, den Gutshof, die Schule und das Pfarrhaus sowie das Molkenhaus auf dem Vorwerk Bärwinkel. So entstand in Neuhardenberg frühe Schinkel-Architektur von architekturhistorischem Rang.
Anhand der Baugeschichte der Kirche wird die Bedeutung einer Bauherrenschaft für die Qualität der Architekten-Entwürfe und das Gelingen in der Ausführung deutlich. Bei Hofe in Berlin hatte der Bauherr Gelegenheit, wahrzunehmen, welche Moden im Europa um 1800 Geltung erlangt hatten, und er konnte sehen, dass Friedrich Gilly zusammen mit dessen Vater David in der Lage wären, ihm für seine Pläne in Quilitz die Konzepte und Entwürfe zu liefern.
Insoweit ist auch die Bezeichnung „Schinkel-Kirche“ irreführend, die sich auf spätere Umbauten durch Schinkel bezieht. Der Turm ist in seiner Kernsubstanz mittelalterlich, die Halle daran um 1740 angebaut und der erste Wiederaufbauentwurf folgte – wie übrigens auch die nach dem Brand vom Juni 1801 wieder aufzubauenden Gutshofbauten – dem entwurflichen Repertoire von Friedrich Gilly. Der Kirchtumraufsatz entstammt dem landschaftsgärtnerischen Konzept von Friedrich Gilly und seinem Bauherrn aus 1796; er verdankt seine tempelartige Gestalt als Ziel der Blickachse vom Molkenhaus auf dem Vorwerk Bärwinkel. Die Ausführung als ‚Arkadentempel', wie ein folly im Landschaftspark, ist eine Realisation nach Friedrich Gilly in Schinkels neu erfundener „Rundbogenarchitektur“.

## Förderer der Grundschulbildung
Bei seiner Gutsübernahme wurde Prittwitz damit konfrontiert, dass die meisten seiner Untertanen noch nicht einmal ihren Namen schreiben konnten. Da er in der ungenügenden Schulbildung eine Ursache für Konflikte zwischen Herrschaft und Untertanen sah, setzte er sich stark für eine bessere Grundschulbildung ein, vor allem für eine bessere Besetzung mit Lehrern und eine bessere Lehrausbildung. Dies tat er mit Erfolg auch gegen Widerstände aus den Gemeinden.

## Politischer Vermittler
Prittwitz wirkte besonders von 1808 bis 1811 in der Auseinandersetzung zwischen den Reformkräften um den preußischen Minister und (ab 1810) Staatskanzler Karl August von Hardenberg einerseits und den konservativen Kräften um Friedrich August Ludwig von der Marwitz andererseits als gemäßigter Vermittler der Adelsinteressen. In dieser Auseinandersetzung ging es den kurmärkischen Junkern um den Erhalt ihrer Adelsprivilegien besonders auf finanziellem Gebiet. Der Kampf entbrannte um eine höhere Belastung durch eine von Hardenberg durchzusetzende Steuerreform sowie einen höheren Beitrag des Adels zur Begleichung der Kosten der Napoleonischen Besatzung und der Kontributionen an Frankreich. Hierbei konnte Prittwitz dank seiner finanzpolitischen Kenntnisse und seiner Vernetzung in Berlin die Interessen des Lebuser Landadels am sachkundigsten und effektivsten vertreten.  So erhielt er am 17. Februar 1809 eine besondere Vollmacht der Stände des Lebuser Kreises für eine außerordentliche Versammlung aller Stände der Kurmark. Umgekehrt berief Staatskanzler Hardenberg Prittwitz als bedeutendsten und einflussreichsten Vertreter im Landtag der kurmärkischen Stände am 27. Oktober 1810 in die Notablenversammlung ausgewählter Repräsentanten zur Durchsetzung seiner Reform-Oktoberedikte. Allein zwischen dem 25. Februar 1809 und dem 15. April 1810 notiert Hardenberg elf Treffen mit Prittwitz.
Prittwitz wurde in der Zeit des Kampfs zwischen den Reformern um Stein und Hardenberg mit ihren konservativen Widersachern um Marwitz aus dem benachbarten Friedersdorf und Finckenstein aus Madlitz als der politisch aktivste, geschickteste und einflussreichste Lebuser in Berlin charakterisiert. Er verhandelte mit beiden Seiten und war ein Mann der Kompromisse.